# Mancomunidad Río Gallo
La Mancomunidad "Río Gallo" es una agrupación de municipios enclavada en el Señorío de Molina-Alto Tajo, en el este de la provincia de Guadalajara, comunidad autónoma de Castilla-La Mancha, en España.

## Características
Está inscrita en el registro de Mancomunidades con el número 0519023. Sus actividades principales son la recogida y tratamiento de residuos sólidos urbanos (RSU) y el transporte por carretera de vecinos.

## Municipios
Está formado por los municipios de: Anquela del Ducado, Cobeta, Corduente, Fuembellida, Herrería, Huertahernando, Olmeda de Cobeta, Rillo de Gallo, Selas, Tierzo y Valhermoso.
- Datos: Q5991145